# Rex (Titel)
Das lateinische Wort rex (Plural: reges, von regere ‚lenken‘, ‚leiten‘) bezeichnet seit der Antike Männer, die die alleinigen Inhaber einer insbesondere militärischen Befehlsgewalt sind. Die genauen Kompetenzen unterscheiden sich je nach Kontext stark. Oftmals wird der Titel mit „König“ übersetzt, obwohl dies, ähnlich wie im Falle des griechischen basileus, nicht unproblematisch ist, da nicht jeder rex als Monarch angesprochen werden kann.

## Römischereges
Die römische Geschichtsschreibung bezeichnete die Männer, die gemäß der Tradition vor der Gründung der res publica libera (Römische Republik) über Rom und andere Gemeinden Italiens geherrscht haben sollen, als reges. Bei diesen scheint es sich zumeist um von den Kriegern gewählte Heerführer („Warlords“) gehandelt zu haben; das später bezeugte Amt des rex sacrorum deutet darauf hin, dass sie auch religiöse Pflichten und Kompetenzen hatten, wie Titus Livius mitteilt. Um den Fortbestand der Republik auf Dauer zu sichern, ließ Lucius Iunius Brutus gemäß einer späteren Legende das Volk schwören, „nicht zu dulden, dass jemand in Rom als König herrscht“.
Folglich war in der Zeit der klassischen und späten Republik das Wort rex im politischen Diskurs der Oberschicht überwiegend negativ besetzt; es bezeichnete nun meist einen Alleinherrscher und wurde mit Tyrannis und Unfreiheit assoziiert. Dieses Denken war einer der Gründe dafür, dass die von Augustus begründete römische Monarchie bestimmte Besonderheiten aufwies (siehe Prinzipat). Wohl unter anderem durch christlichen Einfluss verloren die Worte rex und regnum in der Spätantike aber zunehmend ihren negativen Beigeschmack; zwar wurden Kaiser nie als rex, sondern als imperator, Kaiserinnen nun aber informell, wohl wegen des ungebräuchlichen Femininums imperatrix, durchaus als regina bezeichnet.

## Völkerwanderungszeitlichereges
Wichtiger wurde der Titel rex im Zusammenhang der sogenannten Völkerwanderung: Die Anführer nichtrömischer Kriegerverbände, die oft als foederati in kaiserliche Dienste traten, nannten sich selbst in der Regel so; Beispiele sind Geiserich, Childerich I., Chlodwig I. oder Theoderich der Große. Während man dabei lange Zeit annahm, es habe insbesondere bei den Germanen ein altes, sakral legitimiertes Königtum gegeben, auf dessen Tradition man aufgebaut habe, setzt sich in der neuesten Forschung zunehmend die Position durch, dass die rechtsrheinischen regna in der Regel vielmehr erst unter römischem Einfluss entstanden. Ob die spätantiken germanischen Heerführer tatsächlich als „Könige“ im heutigen Wortsinne bezeichnet werden können, ist ebenso umstritten wie die Frage, ob mit dem Titel notwendig ein Anspruch auf Souveränität verbunden war. 
Ebenso traten Regionalherrscher als sogenannte „Kleinkönige“ auf (wie bei den Franken). Sicher ist, dass sich aus den oft sehr instabilen regna der Völkerwanderungszeit, in der germanische Herrscher zunächst vor allem als Heerkönige in Erscheinung traten (was auch die neuere Forschung nicht bestreitet), im Laufe der Jahre Königreiche entwickelten, so dass man im Kontext des europäischen Mittelalters rex in der Tat zumeist bedenkenlos mit „König“ übersetzen kann.

## reguli
Einen Spezialfall stellen die in verschiedenen antiken und mittelalterlichen Quellen erwähnten reguli dar, siehe Kleinkönig.